# 黎雯
黎雯（Lai Man，1920年—1983年4月4日）原名黎容芳，1953年至1977年的香港電影及電視演員，有一弟黎振光。而次女劉筱玲是保良局蔡繼有學校總校長。五子劉永為香港著名演員。

## 演藝簡歷
黎雯是梧州話劇團的臺柱，擅演風騷撥辣的騷女人、交際花。演活十三點小女人（《空中小姐》）、勢利潑婦（《椰林月》）、西宮奸妃（《禪院鐘聲》）、惡妻母老虎（《佛前燈照狀元紅》）、女殺手（《殺人花》）及慈母等角式。
黎雯曾經與黃曼梨、黎灼灼、李倩蘋、徐意、甘露、鄭文霞、李月清、容玉意、陳皮梅、馬笑英、高偉蘭（盧敦夫人）等結義金蘭組成「十二金釵」。
1983年4月4日（星期一）上午11時15分在愉園遊樂場的舊址——養和醫院因腦血管栓塞逝世，享年63歲。4月6日（星期三）在北角香港殯儀館舉行天主教喪禮，遺體被安葬於長沙灣天主教聖辣法厄爾墳場。

## 外部連結
- 黎雯在香港影庫上的簡介

1. ↑   (PDF). Fam101樂活.家 親子智慧資訊平台. 2014-04  [2020-02-11]. （原始内容存档 (PDF)于2014-06-04）.